# Тямпа
Тя́мпа, или Чампа (вьет. Chăm Pa, Chiêm Thành) — государство (объединение княжеств), существовавшее в VII—XVII веках на территории современного центрального и южного Вьетнама, наследник известного со II века княжества Линьи (Lin-yi или Lâm Ấp). Достигнув расцвета в X—XI веках, Тямпа в последующие века подверглась с севера нашествию вьетов (Дайвьет); около 1470 года пал главный город Тямпы, Виджайя, а в конце XVII века — последнее княжество Тямпы, Пандуранга, стало вассалом вьетских императоров. В 1832 году Дайвьет поглотил последние территории того, что было Тямпой. Важнейшие сохранившиеся памятники культуры Тямпы — «тямские башни» в Мишоне (находятся в списке всемирного наследия) и башни Понагар в Нячанге.

## География
Ядро бывшей территории Тямпы — прибрежные провинции современного центрального Вьетнама: Биньдинь, Биньтхуан, Куангнам, Куангнгай, Кханьхоа, Ниньтхуан и Фуйен. Тямпа контролировала горные провинции к западу от побережья и территории современного Лаоса, но тямы, основная народность Тямпы, оставались приморским, торговым народом и редко селились вдали от берега. Тямпу образовывали пять прибрежных княжеств, названия которых связаны с индийскими истоками культуры народа тям:
- Индрапура — с центром в нынешнем Дананге. Включала Хюэ, древний центр княжества Линьи.
- Амаравати — с центром в современном Хойане (провинция Куангнам).
- Виджайя — археологический памятник Тябан (вьет. Chà Bàn) в 27 км северо-западнее Куинёна (провинция Биньдинь).
- Каутхара — ныне город Нячанг (провинция Кханьхоа).
- Пандуранга — ныне Фанранг-Тхаптям (провинция Ниньтхуан).

Главные города княжеств всегда располагались в устьях рек.

## История Тямпы
Историки Тямпы опираются в исследованиях на три типа источников: сохранившиеся предметы материальной культуры, надписи на памятниках и сооружениях, письменные источники китайского и вьетнамского происхождения. Источники по истории каждого княжества неполны; так, в Индрапуре хорошо сохранились источники X века, в Виджайе — XII века, в Пандуранге, наиболее удалённой от вьетнамского государства и наиболее долго сопротивлявшейся захватчикам с севера — XV века. Все исследователи признают факт сосуществования пяти княжеств, поочередно испытывавших периоды расцвета и упадка, но в отношении самой Тямпы существуют две полярные теории: на одном полюсе находятся сторонники единого государства, политический центр которого мигрировал из северных городов в южные, на другом — сторонники теории о конфедерации самостоятельных княжеств, не имевшей единого центра.

### Доисторические культуры
В 1909 году археологи обнаружили в деревне Са-Хюинь погребения I тысячелетия до н. э.; в последующие годы были обнаружены около пятидесяти подобных захоронений. Культура Са-Хюинь владела производством бронзы, стекла, гончарных изделий; изделия этой культуры были также обнаружены на Тайване и Филиппинах, что свидетельствует о развитой морской торговле. В I—II веках н. э. на побережье появились собственно тямы — народ малайского происхождения, возможно, переселенцы с Борнео.

### Линьи

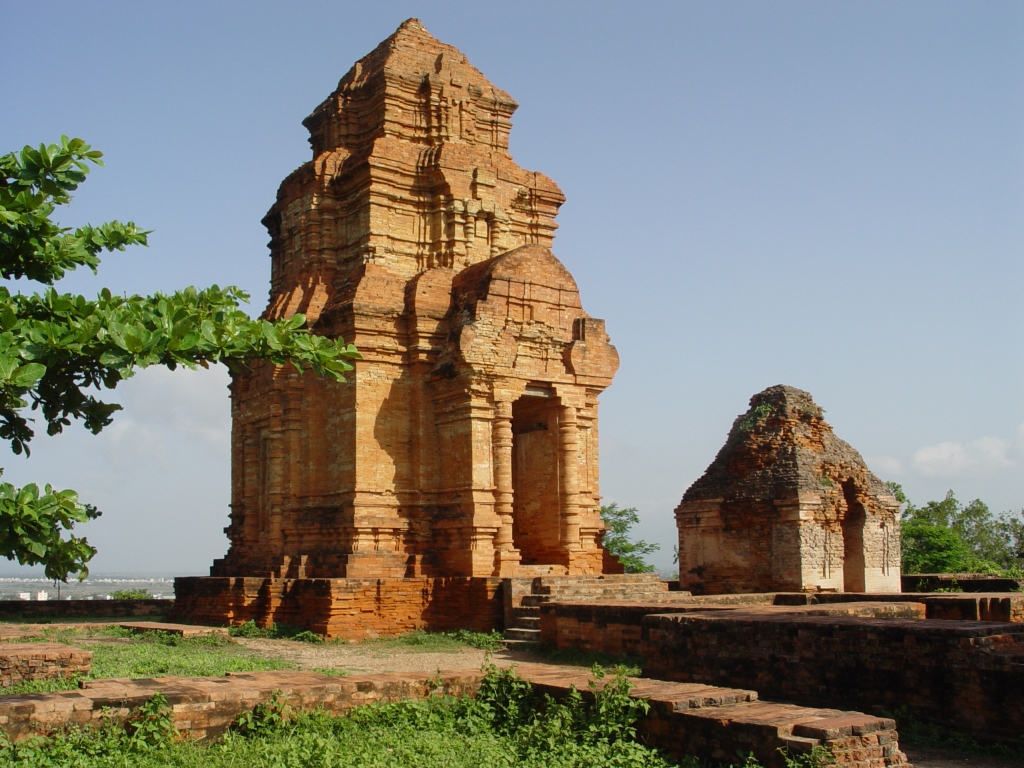
Старейшие сохранившиеся тямские постройки — башни Посахины периода Линьи у города Фантхьет

Княжество Линьи было основано в 192 году н. э. в Хюэ китайцами, отколовшимися от империи династии Хань, и сумело отстоять свою независимость от империи. В III—IV веках в результате притока переселенцев из Индии в Хюэ под влиянием индийской культуры на побережье зародилась новая культура — зародыш Тямпы, что подтверждается многочисленными находками надписей на санскрите и появлением надписей на языке тям. Согласно этим надписям, первый индуистский князь на территории Хюэ, Бхадраварман I, правил в 349—361 годах; под именем бога Бхадресвара он почитался и в средневековой Тямпе.
Жители Линьи, по утверждению китайского хрониста, были «одновременно воинственными и музыкальными, с глубоко сидящими глазами, прямыми носами и курчавыми чёрными волосами». Во второй четверти VI века князь Линьи Сабхуварман предпринял неудачный поход на территорию вьетов; в 605 году Линьи было разгромлено войсками династии Суй, которые вырезали войско Линьи и захватили его столицу. В 620 году жители того, что оставалось от Линьи, признали себя подданными Китая династии Тан. Последний князь Линьи погиб в 756 году, а название «Тямпа» впервые появляется в китайских источниках с 877 года.

### Расцвет VII—X веков

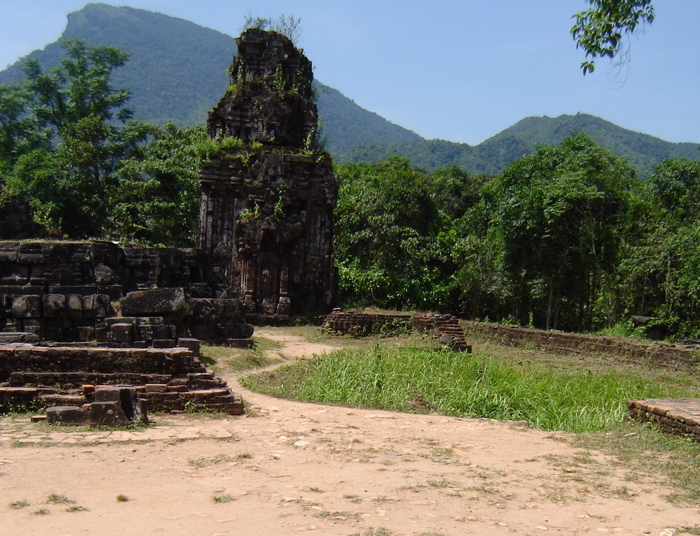
Памятники Мишона. Справа — кратер от бомбы времён Вьетнамской войны

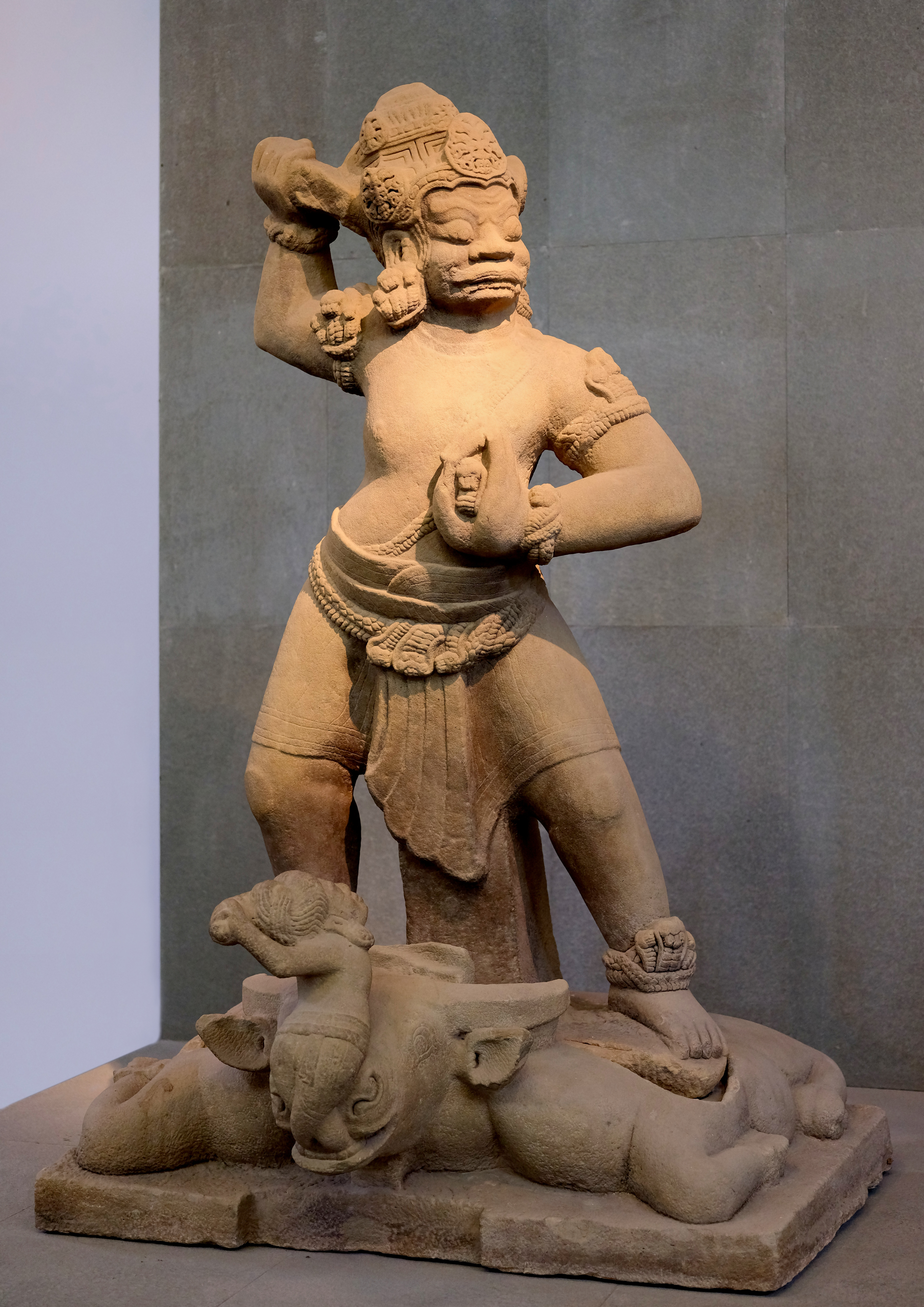
Статуя из Индрапуры

Расцвет тямов VII—X веков был обусловлен их контролем за морской торговлей между Халифатом, Китаем, Индией и индонезийскими островами. Тямы и сами промышляли торговлей, и не брезговали пиратством; соседние народы — кхмеры и северные вьетнамцы — в это время ещё не представляли опасности. Согласно тямской космологии, все тямы принадлежат к одной из двух взаимодополняющих частей тямского общества: горной, индуистской, «мужской», и прибрежной, исламской, «женской». Это деление можно наблюдать и сегодня: из двух храмовых комплексов двух династий один, Мишон, стоит в горном ущелье, другой, Понагар — у моря.
Первые храмы в Мишоне, который считается центром раннего тямского государства, были выстроены в VII веке; в это время господствовал индуистский культ Шивы. Эту культуру также называют «Мишон Е1», по имени храма E1. В VIII веке политический центр Тямпы переместился из Мишона на юг, в Пандурангу и Каутхару; в это время возник храмовый город Понагар, названный в честь богини-матери По Нагар. В 774 году Понагар был впервые разгромлен индонезийскими пиратами и вскоре восстановлен тямским царём Сатьварманом; в 787 последовал второй набег, на храмы Пандуранги.
В 875 году царь Индраварман II, возводивший свой род к герою Махабхараты Бхригу, объединил под своей властью Тямпу и кхмеров и основал в Индрапуре новую («северную») династию. Он стал первым тямским правителем, принявшим буддизм и развернувшим строительство буддистских храмов в Донгзыонге. В последующие полвека расцвела особая культура буддистской скульптуры, однако, начиная с 925 года, исторические индуистские культы взяли вверх, пути тямов и кхмеров вновь разошлись; в старом Мишоне возобновилась постройка новых храмов (культура «Мишон А1»).
Ислам, с которым тямы-торговцы должны были познакомиться ещё на заре Халифата, проник в страну в X веке, однако массовой религией стал только в XVI веке.

### Войны с кхмерами X—XII веков

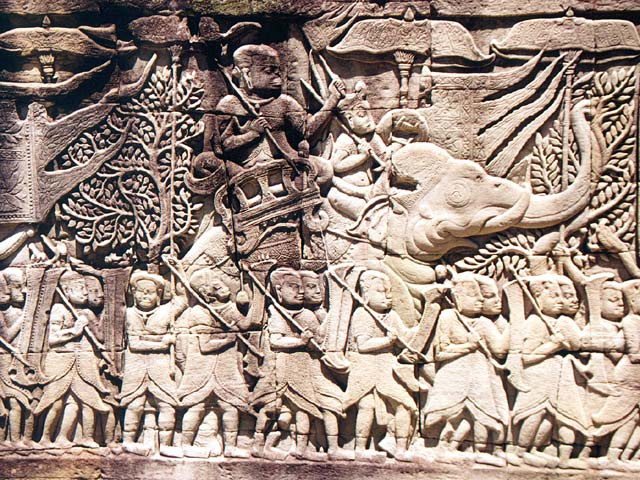
Поход кхмеров на Тямпу. Рельеф из Ангкор-Вата

История Тямпы X—XV веков во многом параллельна истории Камбуджадеши — государства кхмеров: они достигли расцвета при династиях, основанных в 875 и 877 годах, и после серии войн (и с внешними захватчиками, и между собой) распались в течение XV века. Однако вначале две культуры столкнулись на поле брани в 944—945, когда кхмеры вторглись в княжество Каутара. В 960—965 правители Тямпы и кхмеров сумели прийти к соглашению, и кхмеры вернули в Каутхару похищенные святыни.
Во второй половине X века цари Индрапуры воевали с Дайвьетом, который был объединён династией Динь лишь в 968 году. В 979 военный флот Тямпы был уничтожен штормом, в 982 вьетский правитель Ле Хоан разграбил Индрапуру, которая навсегда пришла в упадок; центр культурной и политической жизни Тямпы переместился на юг, в Виджайю.
После столкновений 1021 и 1026 годов вьеты сумели захватить и Виджайю; цари Тямпы согласились платить дань Дайвьету. В 1065 царь Тямпы Рудраварман III восстал и был разгромлен вьетами, разорившими город. Царь попал в плен и заплатил выкуп собственными землями. За этим последовала пятнадцатилетняя смута в южных княжествах Тямпы, вновь объединённых в 1074 при царе Харивармане IV. Этот правитель установил мир с Дайвьетом, но спровоцировал нападение кхмеров. Дважды, в 1080 и в 1140-х годах, вторжения кхмеров ставили Тямпу на грань исчезновения; в 1177 воинственный царь Тямпы Джайя Индраварман IV, договорившись о мире с вьетами, построил на Меконге речной флот и разгромил столицу кхмеров. В 1181 кхмеры изгнали захватчиков, а в 1190 сами захватили Виджайю, а Джайя Индраварман IV оказался пленником в Ангкор-Вате. Кхмеры посадили править Тямпой марионеточного царя, который сумел подавить гражданскую войну и в итоге объявил себя независимым правителем под именем Сурьявармана; он продержался до 1203 года, когда кхмеры, подавив сопротивление, присоединили Виджайю к своему государству.

### Нашествия XIII—XV веков

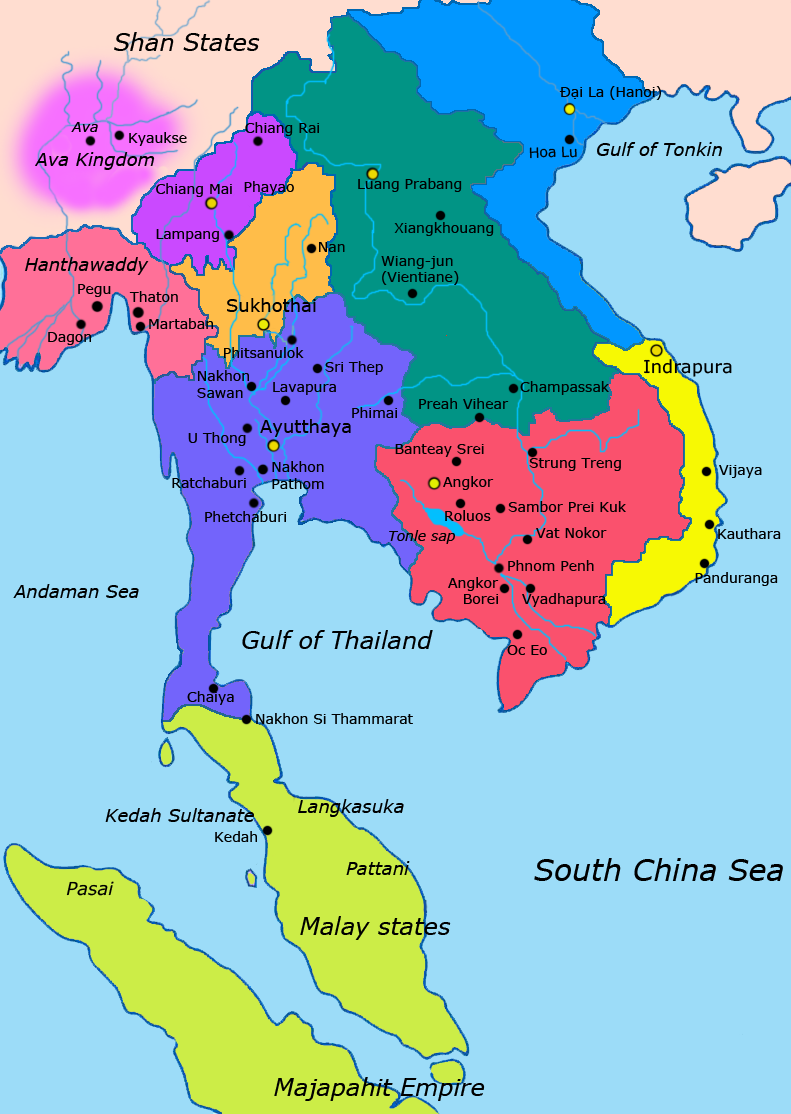
Юго-Восточная Азия в 1400 году
Темно-зелёный: Лансанг
Пурпурный: Ланна
Оранжевый: Сукхотаи
Фиолетовый: Аютия
Красный: Кхмерская империя
Жёлтый: Тямпа
Голубой: Дай-Вьет

В 1282—1283 годах Виджайю разгромили монголы Хубилая, правившего в Пекине; благодаря Дайвьету, преграждавшему монголам путь к Тямпе и активно сопротивлявшемуся им, дело ограничилось всего одним морским набегом. Монголо-китайская армия Сагату переправилась в Тямпу морем, в обход Дайвьета. После длительной осады Виджайя пала, но способные носить оружие тямы ушли в горы. Посланный против них отряд монголов был истреблён в засаде; в 1284 году монгольский военачальник Хутухту был вынужден заключить с Индраварманом V почётный мир и покинуть страну.
Последним сильным царём Тямпы был Те Бонг Нга, правивший в 1360—1390 годах, «Красный царь» вьетнамских легенд. Объединив земли тямов, он совершил ряд успешных походов на Дайвьет, но в 1388 году был разгромлен вьетнамцами под началом Хо Кюи Ли.
В 1446 году вьетнамцы организовали очередное вторжение, вновь захватив Виджайю. Через год тямы выбили их из города, но в 1470—1471 годах вьетнамцы, собрав мощную армию, подавили сопротивление тямов и уничтожили Виджайю. Результатом разгрома стала первая массовая эмиграция тямов, бежавших на Филиппины, острова Индонезии и Хайнань (где превратились в этническую группу «уцулы»).

### Вассальное княжество

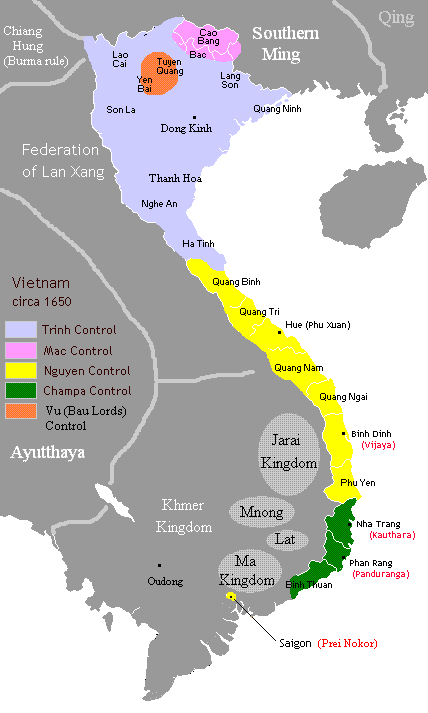
Вьетнам около 1650 г. Автономное княжество Пандуранга отмечено зелёным цветом

К концу XV века от Тямпы осталось только южное княжество, Пандуранга, — вассал Вьетнама. Династия князей Пандуранги пользовалась известной долей независимости как полезное для Вьетнама буферное образование. В 1594 отряды Пандуранги участвовали в нападении Джохорского султана на Малакку. В 1692 князь Пандуранги откололся от Вьетнама; после неудачного начала, в 1695 южане одолели вьетнамцев и пришли к мировому соглашению, закрепившему автономию Пандуранги под властью Дайвьета, которое было подтверждено договором 1712 года, формально действовавшим до 1832.

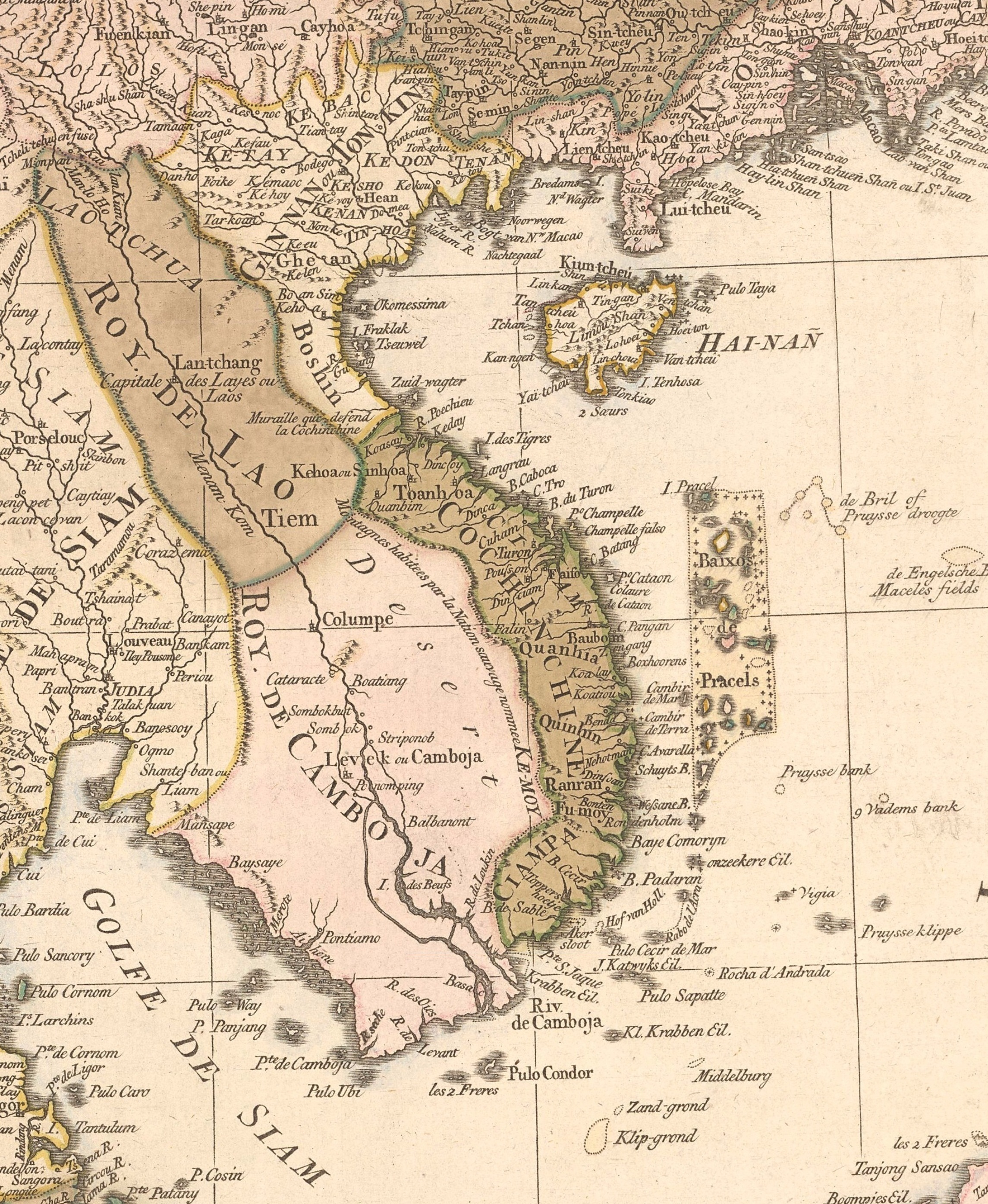
Карта Индокитая XVIII века, опубликованная в Амстердаме ок. 1760 года

В 1786 в результате гражданской войны во Вьетнаме правитель Пандуранги, поддержавший проигравшую сторону, был вынужден бежать в Камбоджу. Вьетнамцы установили контроль над княжеством, понизив князей до ранга наместников провинции. В 1832 вьетнамский император окончательно ликвидировал остатки самостоятельности Пандуранги, присоединив её к собственно Вьетнаму.

## Экономика Тямпы
Экономика Тямпы базировалась на сельском хозяйстве и морской торговле. Более мягкий чем в Дайвьете климат благоприятствовал высоким урожаям, но в стране имелся дефицит удобных в использовании земель, из-за чего рисоводство ориентировалось сугубо на внутренний рынок. Кроме того, существенное значение имели добыча минеральных ресурсов, заготовка древесины и охота на экзотических животных. Древние тямы, как и другие австронезийские народы, были преимущественно мореплавателями, торговцами и пиратами. Они жили в изолированных приморских долинах, что весьма затрудняло их объединение. Денежной системы в Тямпе не было, потому товарообмен и сбор налогов осуществлялись в натуральном виде.
Основными источниками сведений об экономике Тямпы являются археологические находки и многочисленные надписи, однако в тямской эпиграфике содержится крайне мало социально-экономических данных. Большие средства из казны шли на храмовое строительство, военные походы, а также на выплату дани кхмерам и вьетам в случае поражений. В то же время, после удачных походов против соседей казна Тямпы пополнялась богатой добычей, а царские земли — многочисленными рабами.
Со сменой правящих династий менялись и столицы Тямпы, на обустройство которых также тратились большие средства. Наиболее известными царскими резиденциями были Симхапура (нынешний городок Чакиеу в провинции Куангнам), Индрапура (нынешний городок Донгзыонг возле Дананга), Виджайя (окрестности современного города Куинён) и Каутхара (окрестности современного города Нячанг), располагавшиеся в устьях рек. Таким образом, переход гегемонии от элиты одной приморской области к другой сопровождался сменой столичного региона. По своему социально-экономическому укладу тямские прибрежные царства больше походили на малайские морские державы, чем на соседние равнинные рисоводческие государства кхмеров и вьетов.

## Искусство Тямпы

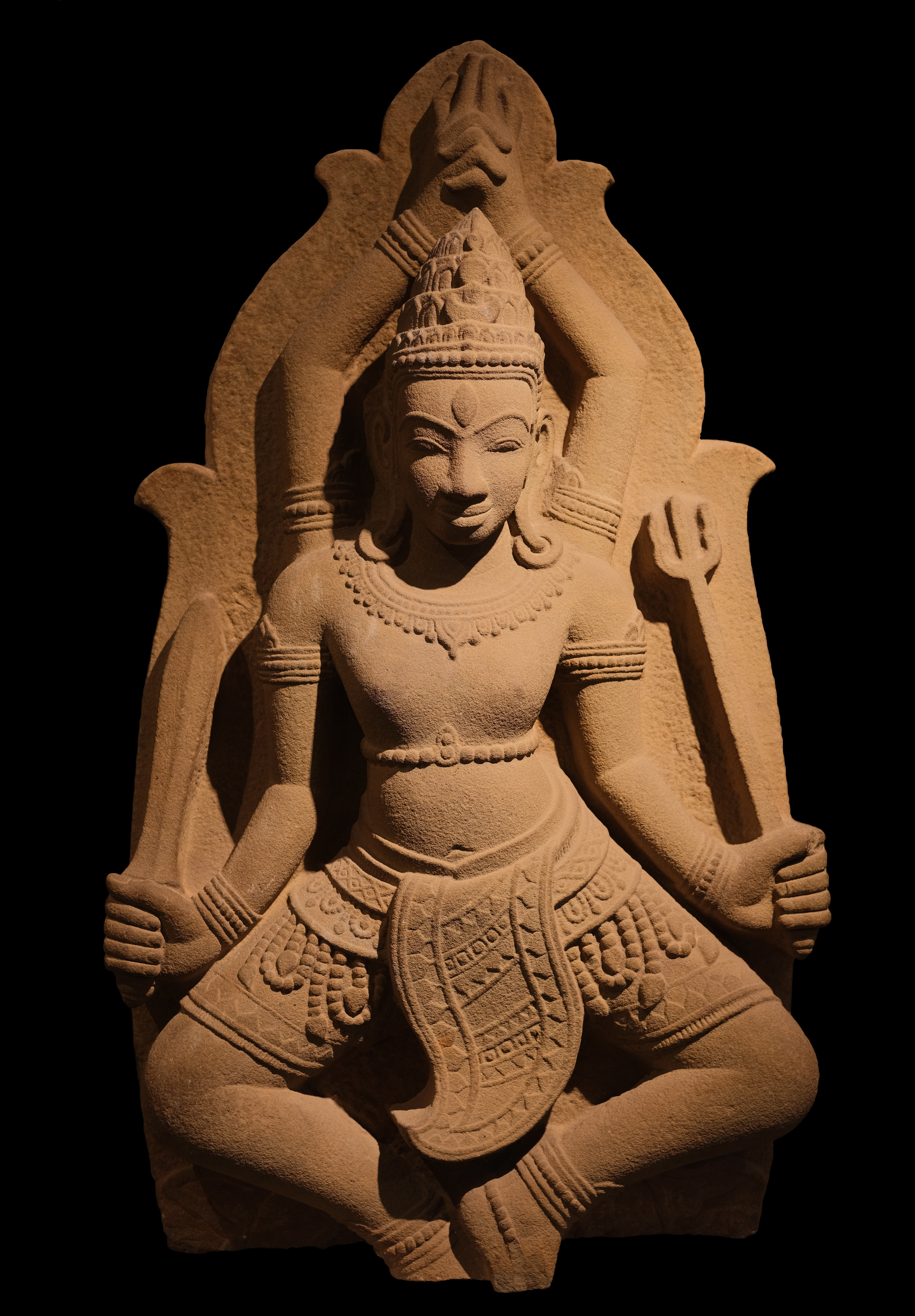
Скульптура Шивы XII века в стиле Тхапмам

Искусство Тямпы было преимущественно религиозным, оно прославляло богов и жертвователей. В Тямпе не встречались подписанные художественные произведения, ремесленные изделия выполнялись на заказ и строго следовали религиозным канонам. Таким образом, вся интеллектуальная собственность и социальный престиж от работы принадлежали заказчику (дарителю). Искусство Тямпы формировалось под влиянием, пришедшим из Индии, Камбуджадеши и Шривиджаи, но в целом обладало самостоятельным характером. Кроме того, искусство Тямпы оказывало влияние на искусство Вьетнама эпохи династии Ли.
Многочисленные войны и природные факторы не способствовали сохранности архитектурных памятников и скульптуры Тямпы. Очень мало известно о тямской керамике, деревянной скульптуре, настенных росписях, ритуальных сосудах и металлических изделиях, плохо изучены ткачество и искусство вышивки. Довольно сложно проследить последовательность эволюции тямского искусства, в том числе храмовых комплексов, которые неоднократно захватывались, разрушались и перестраивались. Нередко захватчики не просто реконструировали храмы по своему вкусу, но и уничтожали все прежние надписи, в которых упоминались сроки постройки и имена жертвователей.

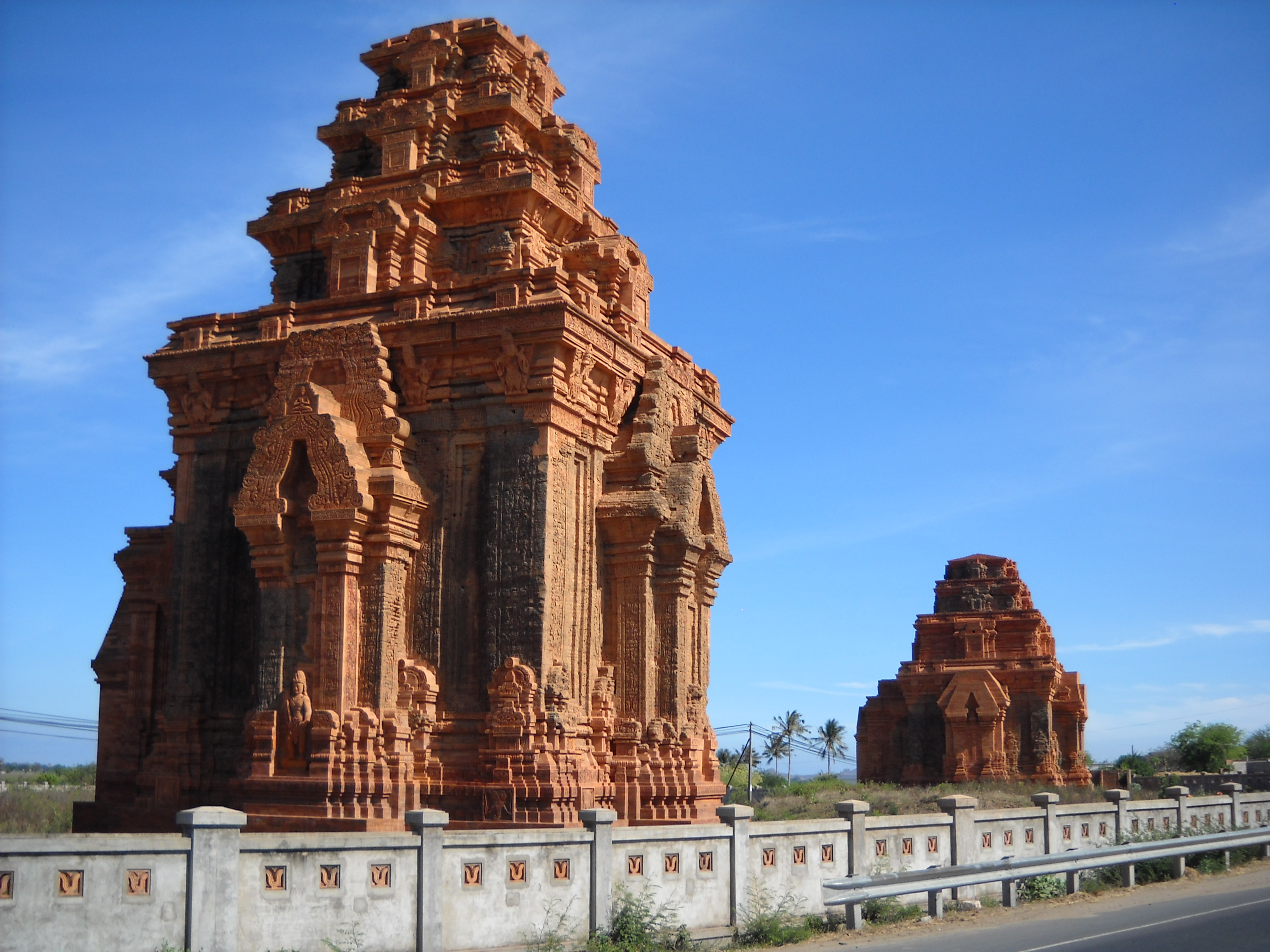
Храм Хоалай

Почти все надписи располагаются на религиозных памятниках, построенных царями и их окружением. Возведение этих сооружений символизировало могущество царской власти и было связано с шиваизмом, буддизмом, местными культами и верованиями, наиболее близкими власти (вишнуизм играл в Тямпе второстепенную и весьма непродолжительную роль). Оригинальность тямского искусства проявлялась в выборе тем и типах сооружений на всём протяжении своей истории. Декор и скульптура хотя и усваивали заимствования из индийского искусства, но всё же нельзя считать их только подражательными. Все скульптурные произведения обладали персональными чертами и деталями, присущими тямской эстетике (например, украшения и одежды статуй, изобилие фантастических элементов в изображениях).
Огромный урон тямскому искусству нанесли Индокитайская и особенно Вьетнамская войны. Были разрушены многие храмы и скульптурные произведения, дошедшие до наших дней лишь на фотографиях, рисунках и в описаниях исследователей. Контроль за сохранностью культурного наследия остаётся недостаточным и в современном Вьетнаме, что приводит к естественному разрушению, хищениям или умышленной порче многих артефактов, особенно каменных стел с древними надписями.
Большие работы по исследованию искусства Тямпы проводят Французский институт Дальнего Востока, парижский музей Гиме, Национальный университет Сингапура, Национальный музей вьетнамской истории в Ханое, Музей тямской скульптуры в Дананге, Вьетнамский институт археологии, Миланский технический университет, Миланский университет Бикокка, Калифорнийский университет в Беркли, Йельский университет, Школа восточных и африканских исследований Лондонского университета, Институт археологии Университетского колледжа Лондона, токийский университет Васэда и московский Институт востоковедения РАН.